# Ligia cursor
Ligia cursor là một loài chân đều trong họ Ligiidae. Loài này được Dana miêu tả khoa học năm 1853.